# Бюйюк-Хан

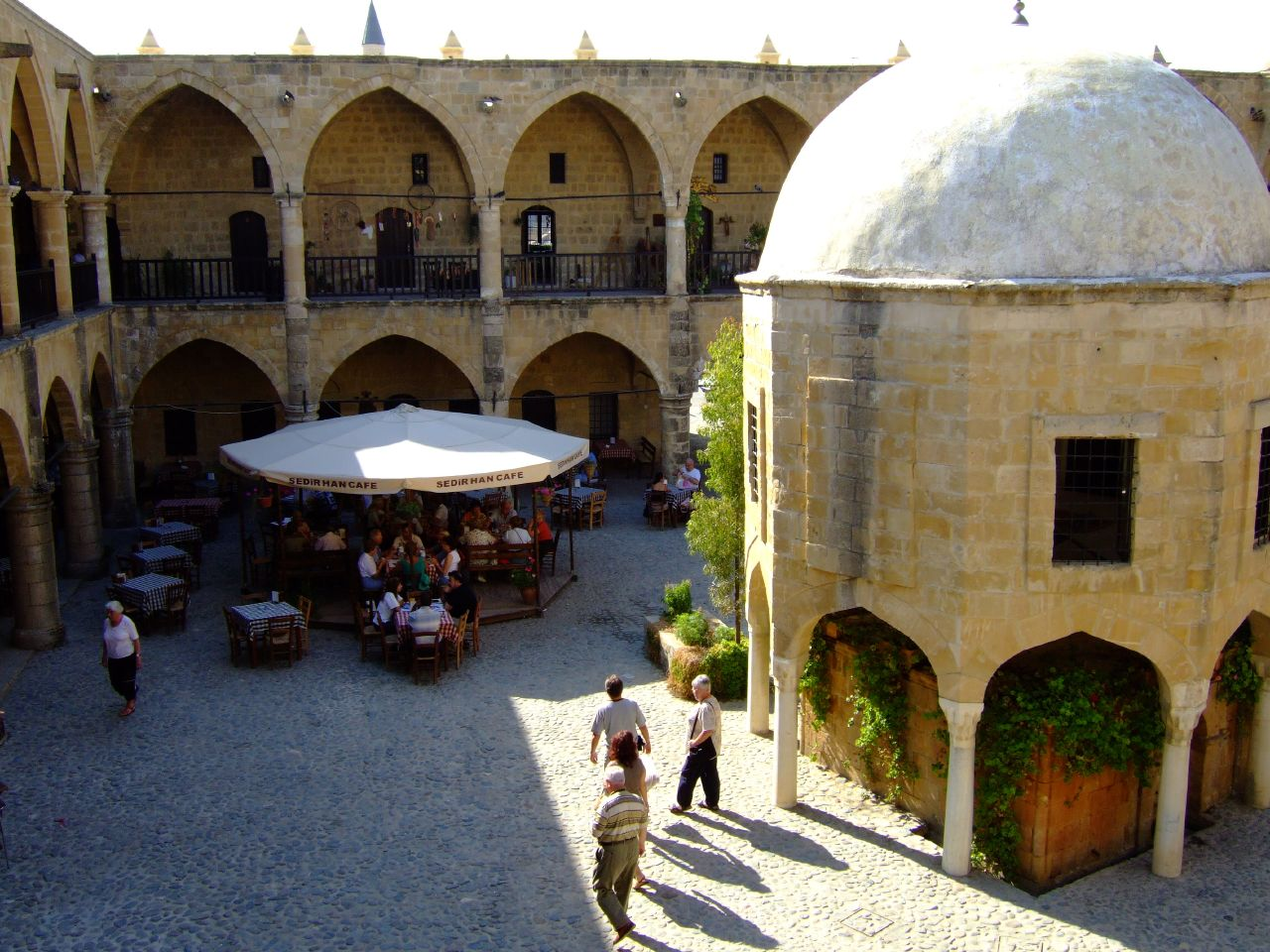

Бюйюк-Хан (тур. Büyük Han — большой постоялый двор) — крупнейший караван-сарай на Кипре, считающийся одним из красивейших сооружений на всём острове. Он расположен в Северной Никосии, столице частично признанной Турецкой Республики Северного Кипра.

## История
Бюйюк-Хан был построен турками-османами в 1572 году, спустя год, после того, как они захватили Кипр у венецианцев.
С 1878 года Бюйюк-Хан стал первой в городе тюрьмой при британской власти, а с 1893 года стал также при них местом приюта для бедных. На протяжении 1990-х годов Бюйюк-Хан активно реконструировался, преобразившись в процветающий центр искусств с несколькими галереями и мастерскими.

## Описание
Четыре двухэтажных здания, чья община длина фасадов составляет около 50 метров, образуют квадратный комплекс с колоннадой во внутреннем дворе и расположенными над ним верандами. В центре открытого внутреннего двора расположена мечеть с фонтаном для предшествующих молитвам омовений. В нём также располагаются кафе и магазины сувениров.

## Галерея

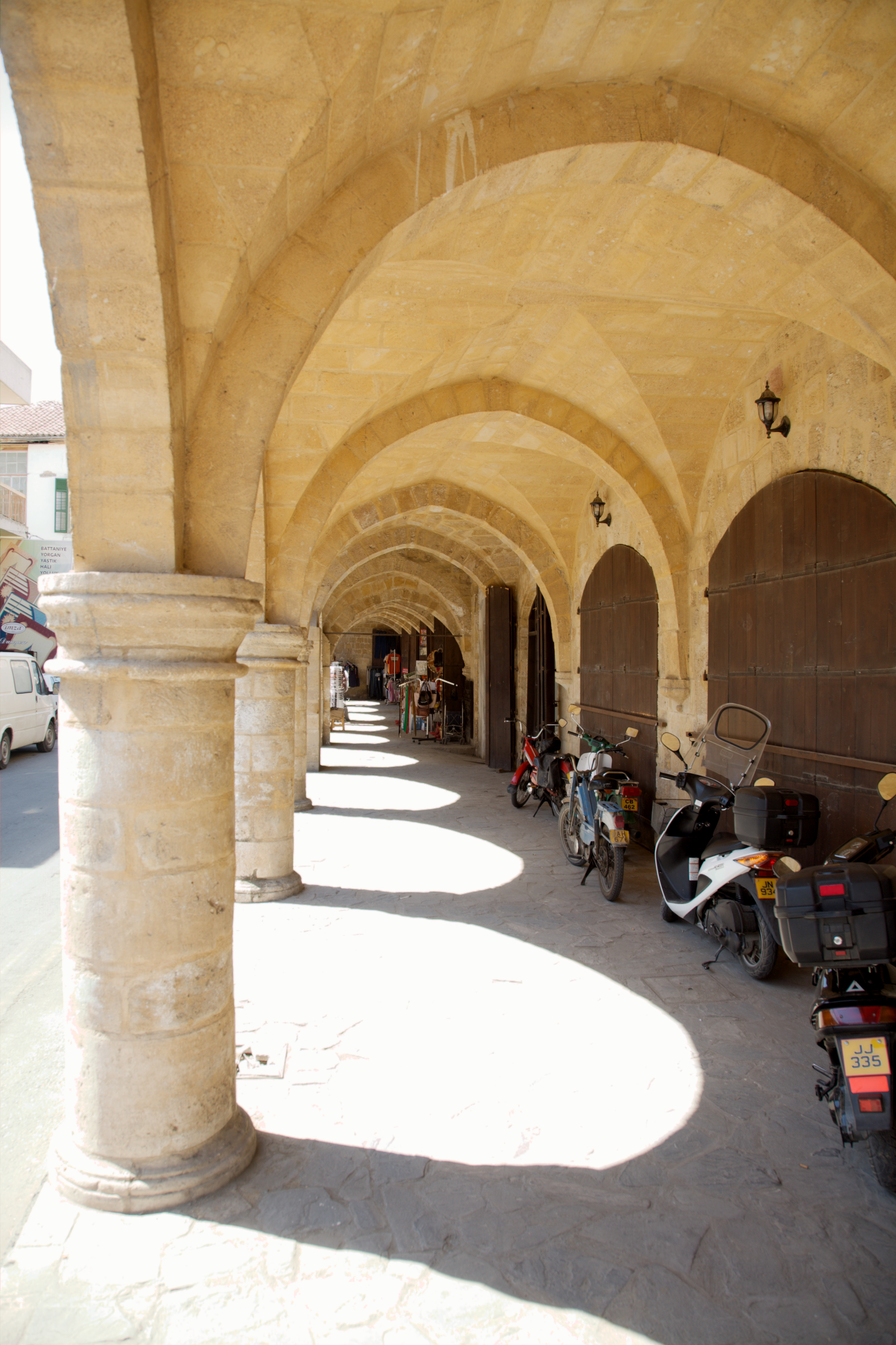
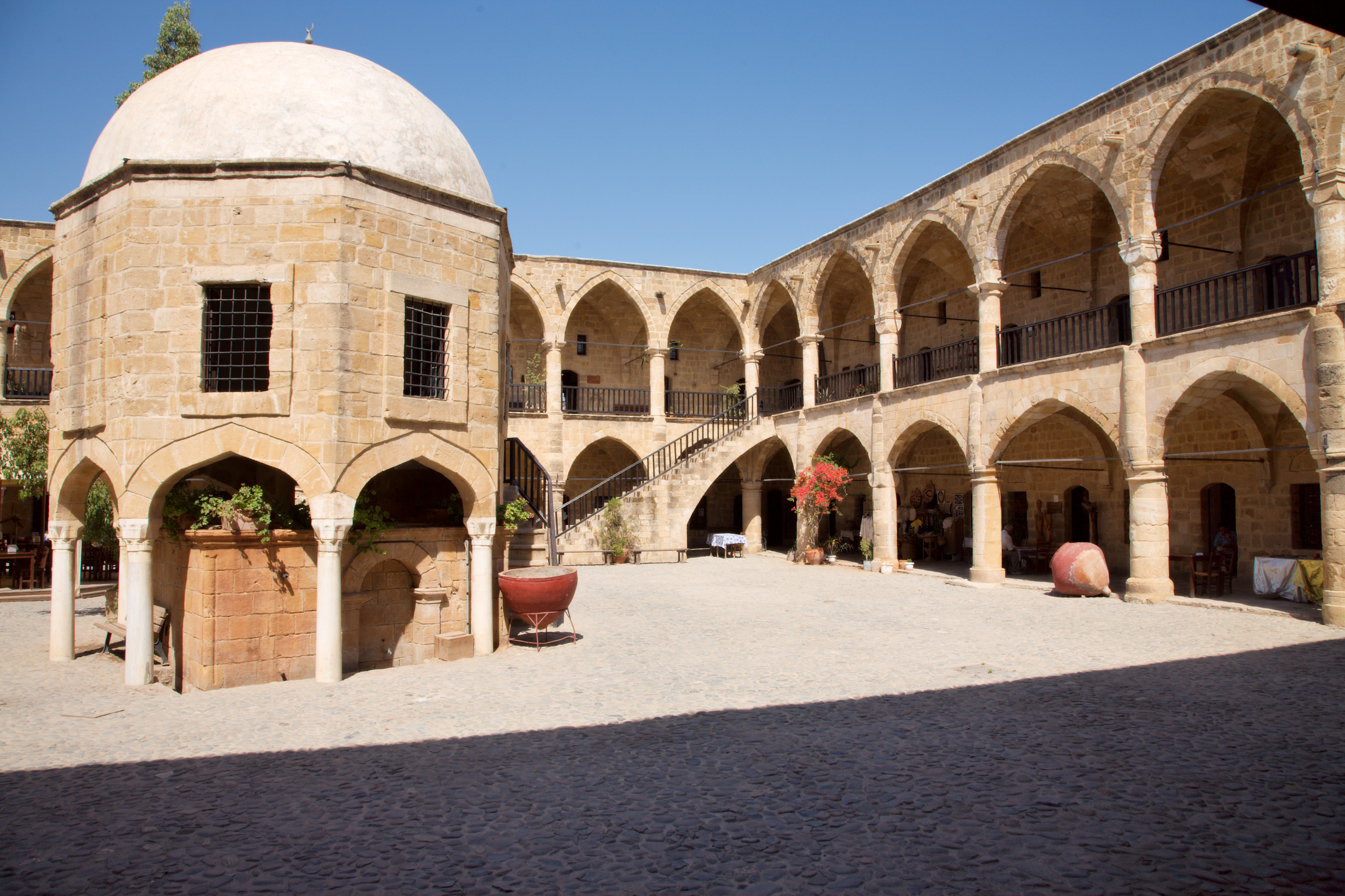
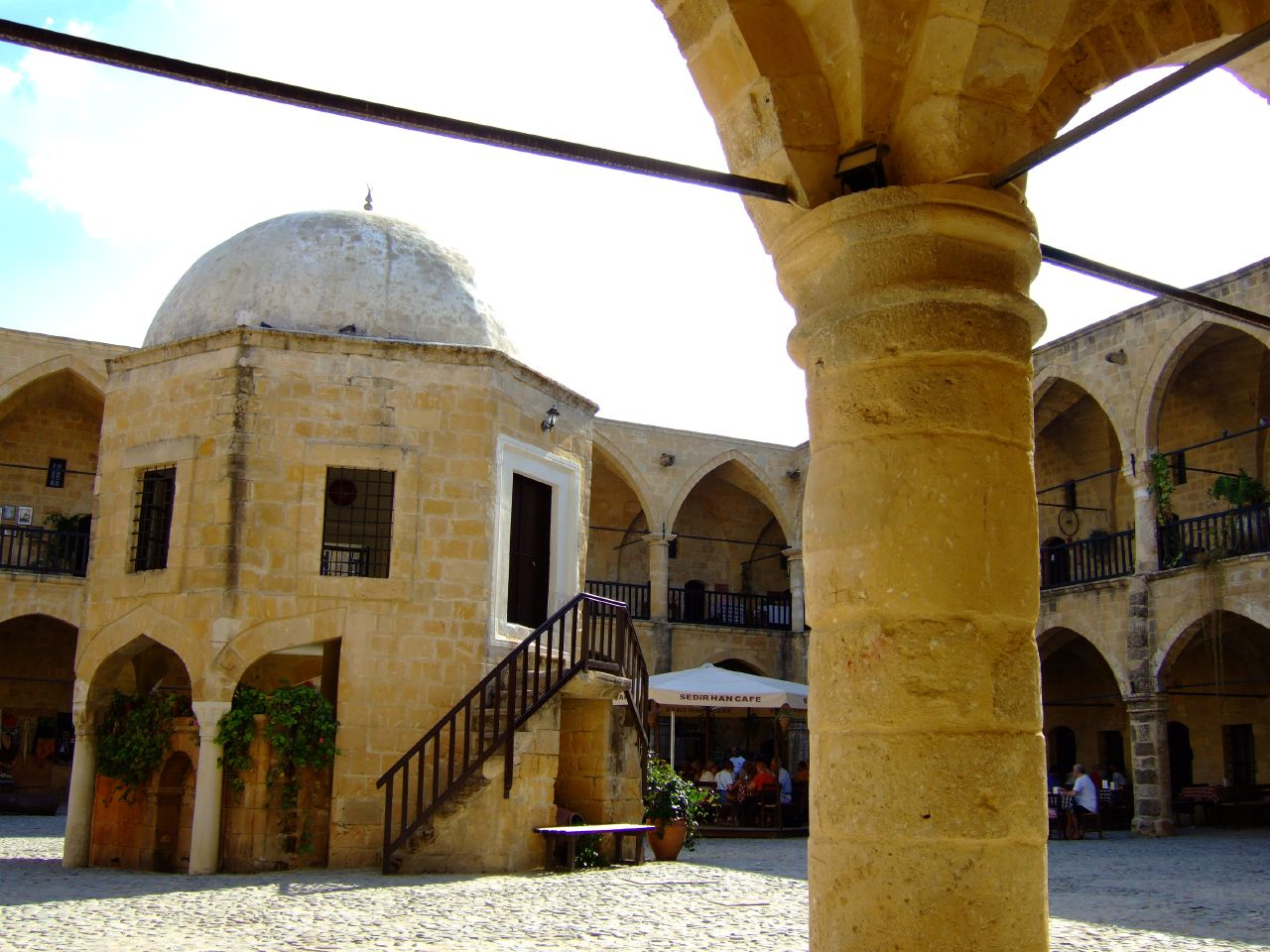
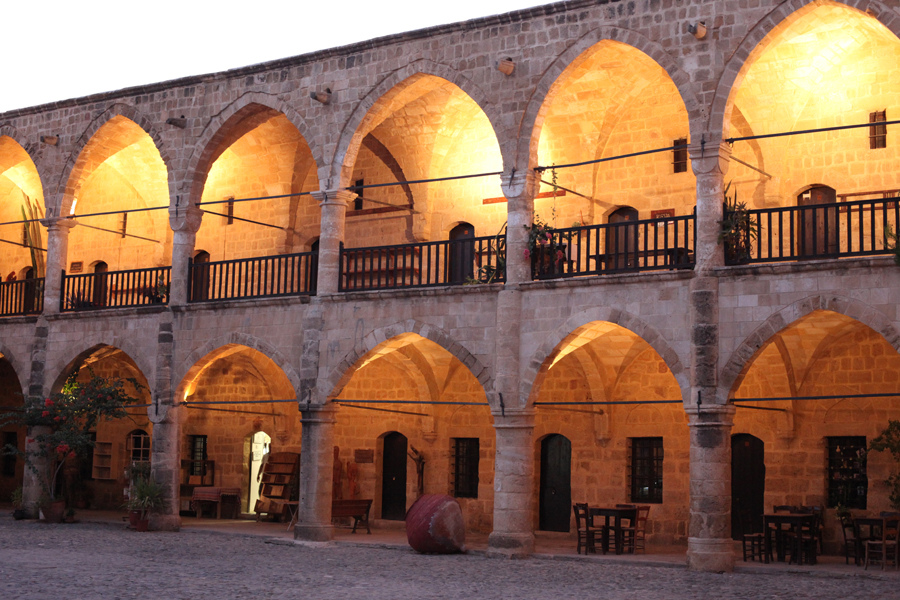
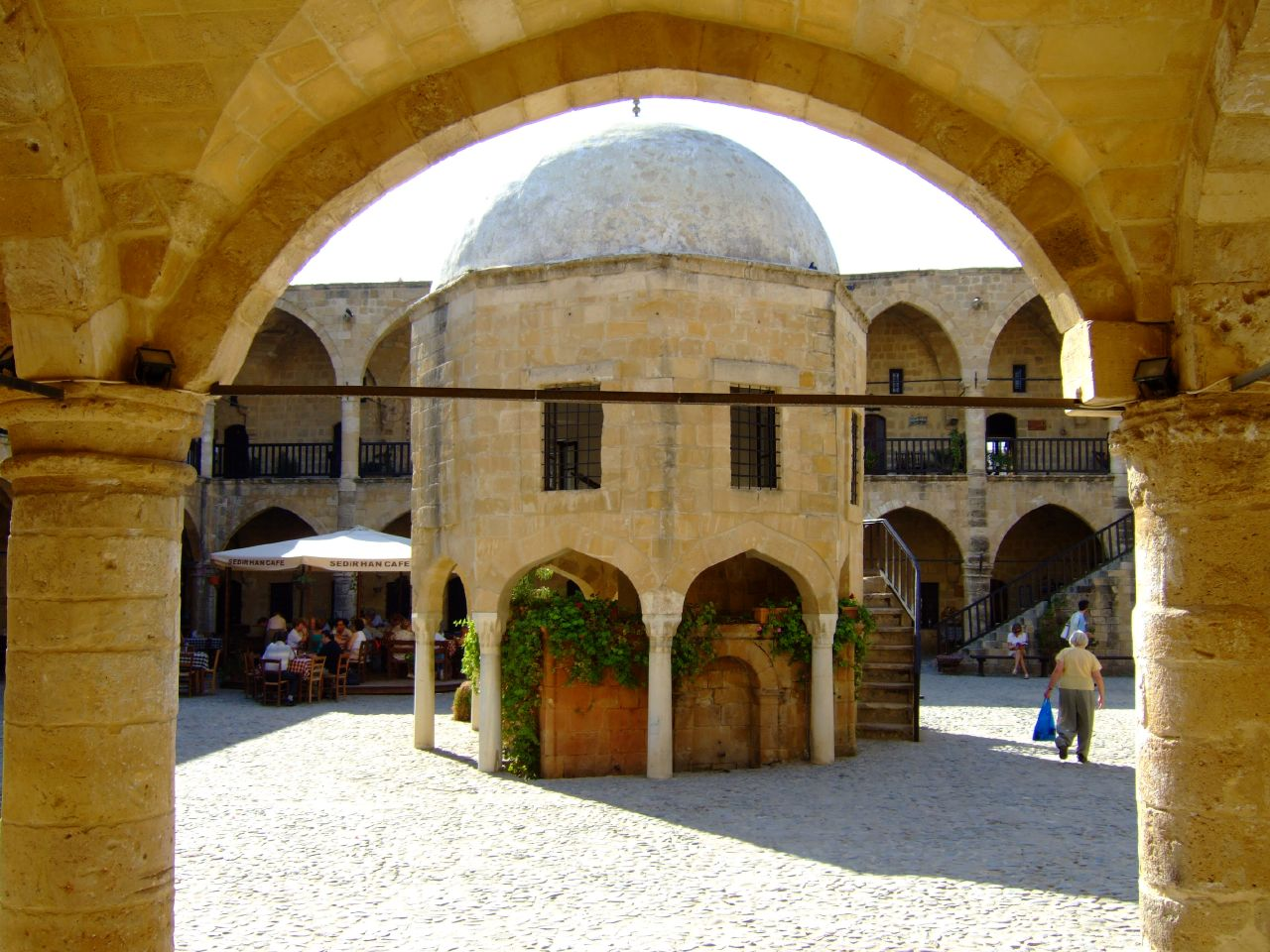
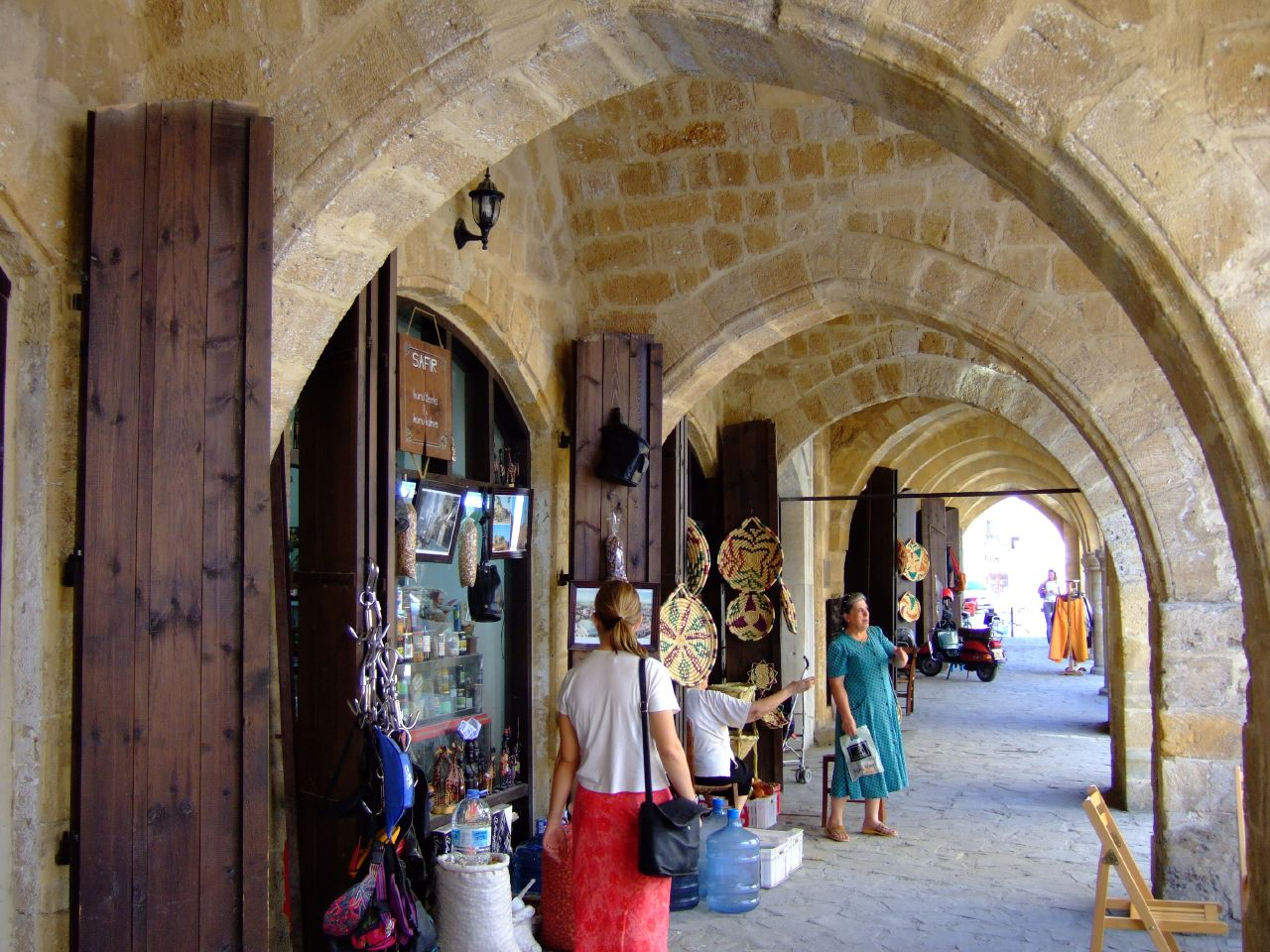
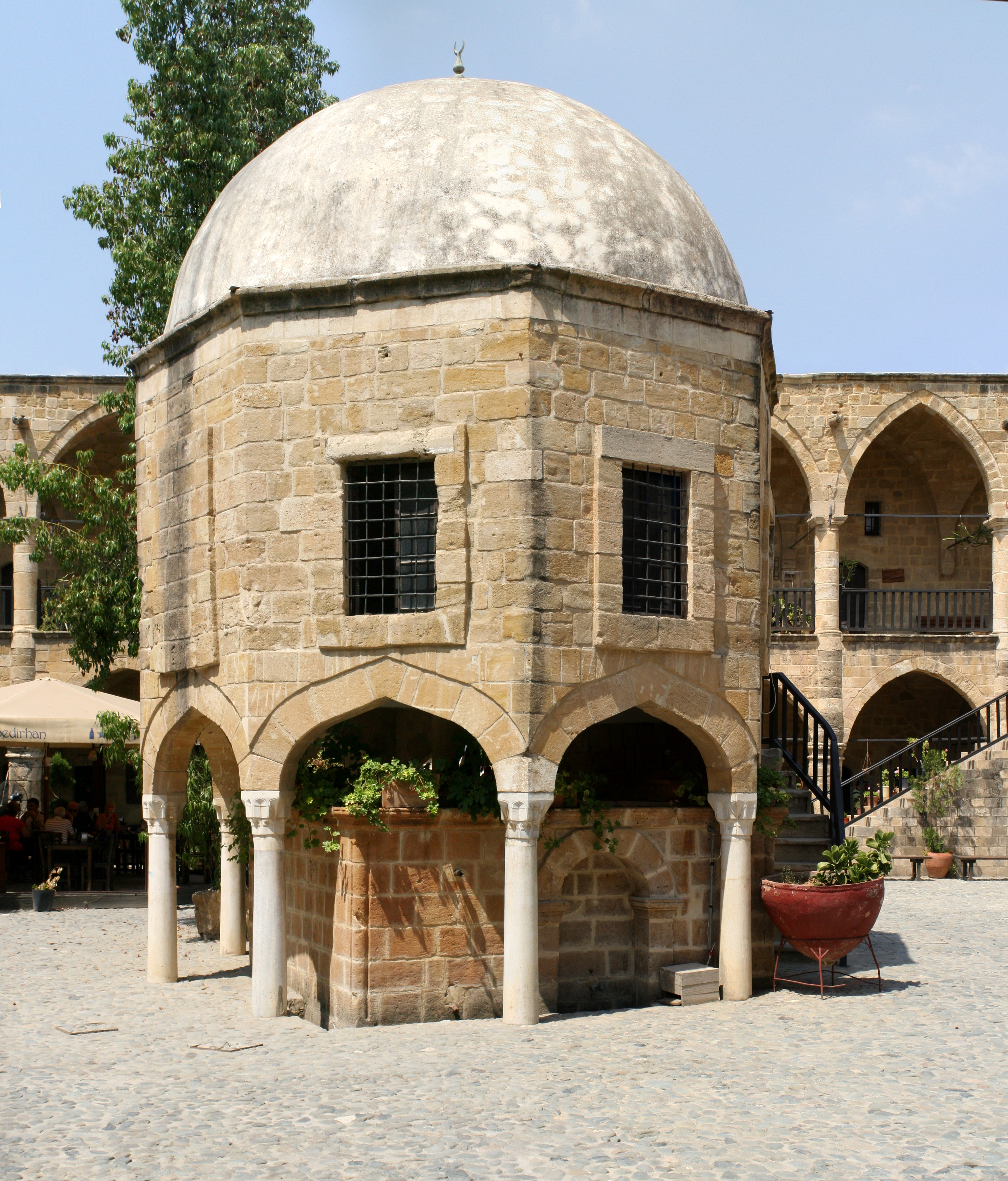